# Samurai Shodown
Samurai Shodown, känt i Japan som Samurai Spirits (サムライスピリッツ Samurai Supirittsu?, förkortat till Samu Supi), är ett fightingspel skapad av SNK.
Handlingen utspelar sig i Japan under 1700-talet, samurajernas era. Och har även vissa karaktärer som är inspirerade av "riktiga" historiska personer. Däribland Miyamoto Musashi (Haouhmaru), Hattori Hanzo (Hanzo i spelet med) och Jubei. Andra kända karaktärer i spelet är: 
- Genjuro (Haohmarus rival).
- Ukyo (den tystlåtne)
- Nakoruru.
- Rimururu (Nakorurus syster).
- Galford.
- Kazuki.
- Sogetsu.
- Cham Cham.
- Charlotte.

Striderna i spelet är vapenbaserade (precis som i Soul Calibur, fast detta spel kom tidigare) och de flesta av karaktärerna har olika vapen.